# Les Jumeaux de Bergame
Les Jumeaux de Bergame est un ballet-arlequinade.

## Historique
Ballet-arlequinade en un acte, Les Jumeaux de Bergame sont créés au Grand Casino de Paramé au cours de l'été 1885 sur un argument de Charles Nuitter d'après la comédie du même titre (1782) de Jean-Pierre Claris de Florian, dans une chorégraphie de Louis-Alexandre Mérante, sur une musique de Théodore Lajarte et dans des décors d'Amable et des costumes de Ludovic-Napoléon Lepic.
Le ballet est représenté pour la première fois à l'Opéra Garnier le 26 janvier 1886. En dehors de celui de la boutique de la bouquetière, les décors sont des emprunts à d'autres ouvrages : Tabarin, opéra d'Émile Pessard et Paul Ferrier, La Muette de Portici de Daniel-François-Esprit Auber et Eugène Scribe ou encore le Faust de Charles Gounod et Jules Barbier.
Edgar Degas a pu voir les répétitions en costumes du Casino de Paramé qui ont inspiré les premiers de la série des huit pastels représentant Arlequin datés de 1884 et 1885 et complétés vers 1890. La première danseuse de l'Opéra de Paris, Marie Sanlaville, interprète du rôle d'Arlequin Senior, a également inspiré sa statuette en bronze Étude pour une danseuse en Arlequin.

## Articles connexes

Edgar Degas, Étude pour une danseuse en Arlequin, bronze (musée d'Orsay, 1884-1885)
Edgar Degas, Arlequin et Colombine (Degas, Orsay), huile sur bois (musée d'Orsay, vers 1884)
Edgar Degas, Arlequin (Degas, Valpinçon), pastel (Collection Hart, 1884-1885)
Edgar Degas, Arlequin (Degas, Chicago), pastel (Art Institute of Chicago, 1884-1885)
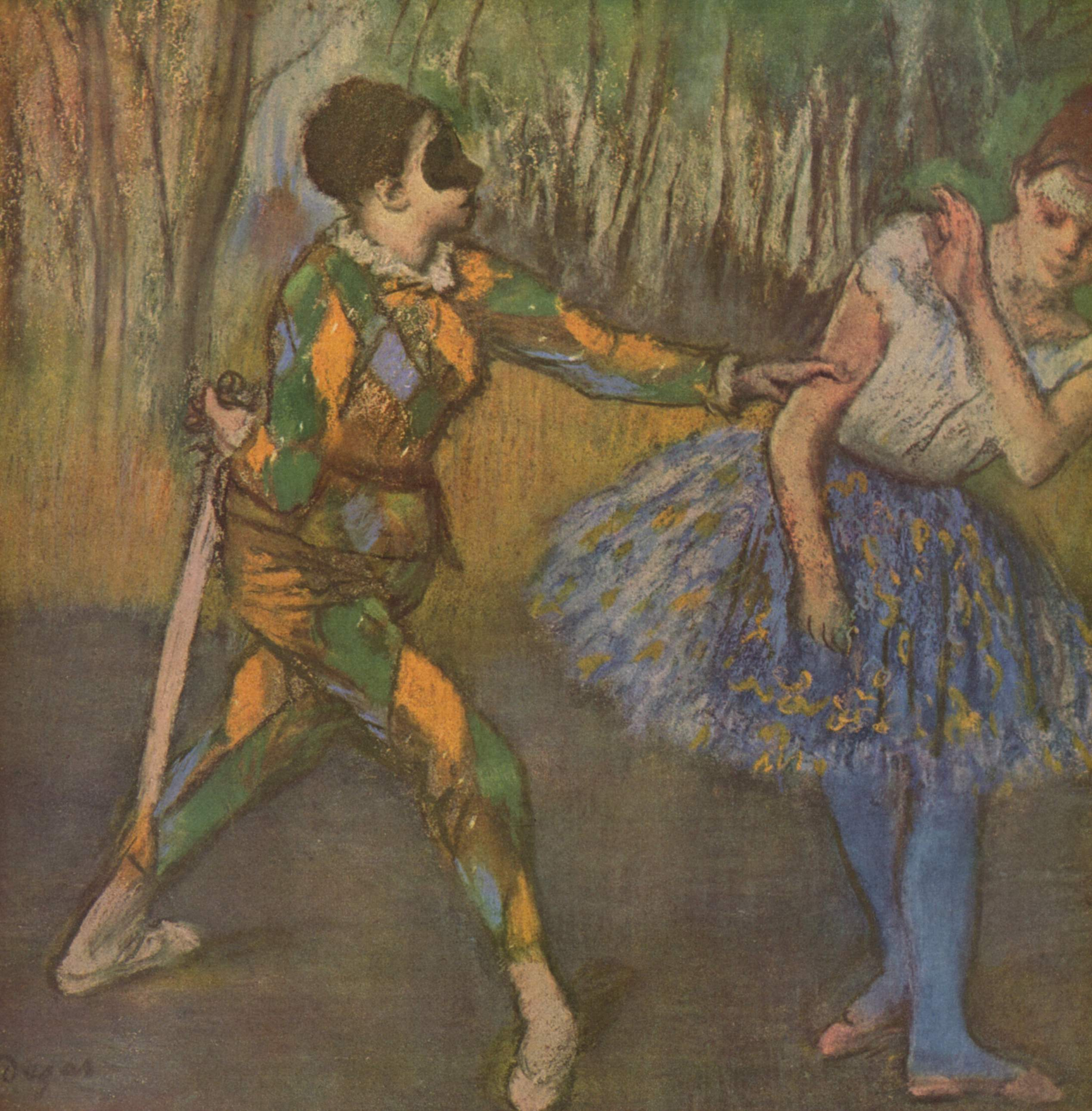
Edgar Degas, Arlequin et Colombine (Degas, Belvédère), pastel (Galerie autrichienne du Belvédère, vers 1884)
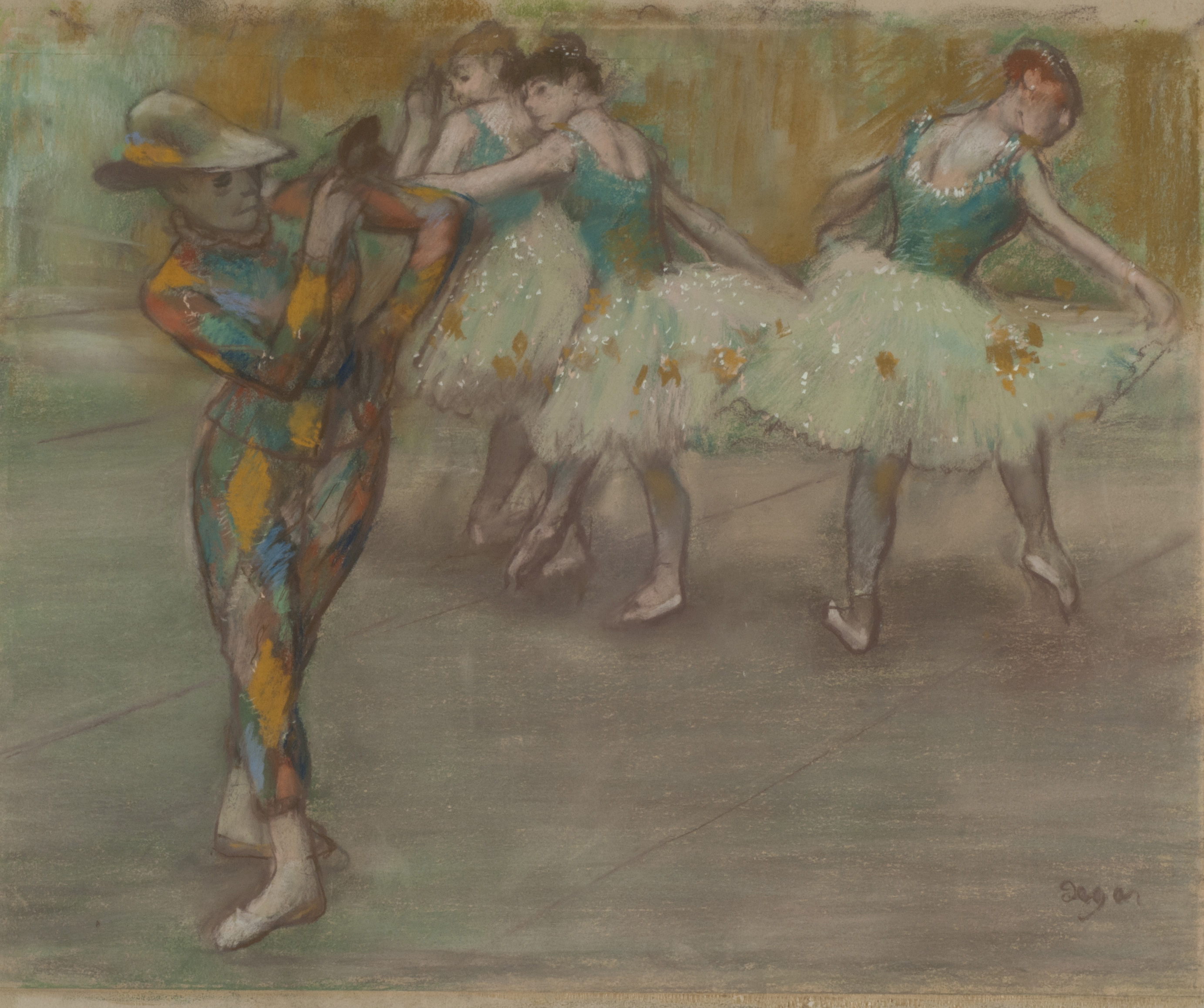
Edgar Degas, La Danse d'Arlequin, pastel (musée national des beaux-arts d'Argentine, vers 1890)